# Maxim Lobanovszkij
Maxim Lobanovszkij (in russo Максим Владимирович Лобановски?, Maksim Vladimirovič Lobanovskij; Južno-Sachalinsk, 18 gennaio 1996) è un nuotatore ungherese e russo.

## Biografia
È figlio di madre ungherese e padre russo. Compete a livello agnoistico per il club Győr Floating SE e per la nazionale ungherese.
Ha partecipato ai campionati mondiali di nuoto in vasca corta di Windsor 2016, in Canada, giungendo in semifinale nella 50 metri stile libero.
Agli europei in vasca corta di Glasgow 2019 ha vinto il bronzo nei 50 metri stile libero e l'argento nella staffetta 4x50 metri misti, gareggendo con i connazionali Richárd Bohus, Dávid Horváth e Szebasztián Szabó.

## Palmarès
- Europei in vasca corta

Glasgow 2019: bronzo nei 50m sl e argento nella 4x50m misti.

## International Swimming League
| Stagione 2020 | Stagione 2021 |
| ------------- | ------------- |
| Team Iron     | Team Iron     |